# Die fremde Mutter
Die fremde Mutter (OT: Min and Bill) ist ein US-amerikanisches Filmdrama aus dem Jahr 1930 mit Marie Dressler und Wallace Beery unter der Regie von George W. Hill. Der Film wurde der größte finanzielle Erfolg des Jahres und brachte Marie Dressler auf der Oscarverleihung 1931 den Oscar als beste Darstellerin ein.

## Handlung
Min ist die schon etwas ältere Betreiberin eines schäbigen Hotels am Hafen. Sie lebt mit dem Fischer Bill mehr oder weniger offen zusammen, und gemeinsam erziehen sie Nancy Smith, die von ihrer leiblichen Mutter als Säugling vor Mins Haustür ausgesetzt wurde. Min und Bill streiten sich zwar unentwegt, aber am Ende vertragen sich die Zwei doch immer wieder. Die Behörden versuchen seit einiger Zeit, Nancy aus dieser Umgebung herauszuholen und in ein Internat zu stecken. Am Ende muss Min einsehen, dass eine gute Ausbildung notwendig für Nancys Zukunft ist. Gerade, als das junge Mädchen bereit ist, aufzubrechen, steht Bella Pringle vor der Tür, eine verkommene Prostituierte und Nancys leibliche Mutter. Min schafft es, den Eklat zu vermeiden, und jagt Bella davon. Die Zeit vergeht, und Nancy verliebt sich im Internat in den reichen Erben Dick. Beide wollen heiraten. Bella erfährt von diesen Plänen und will Min mit der Drohung, Dick sonst die ganze Wahrheit zu enthüllen, erpressen. Es entwickelt sich eine Handgreiflichkeit, und Min ist gezwungen, Bella in Notwehr zu erschießen. Nancy und Dick heiraten, ohne von den Geschehnissen zu erfahren. Nachdem sie auf Hochzeitsreise sind, kommt die Polizei und führt Min ab.

## Hintergrund
Marie Dressler hatte bereits eine erfolgreiche Karriere im Theater, als sie 1917 aufgrund ihrer Parteinahme für streikende Bühnenarbeiter auf eine schwarze Liste gesetzt wurde und über Jahre arbeitslos war. Ihre gute Freundin, die Drehbuchautorin Frances Marion, unterstützte sie während dieser schweren Jahre und besorgte Dressler, die kurz davor stand, eine Stellung als Putzfrau anzunehmen, schließlich gegen Ende der 1920er Rollen beim Film. Ihren Durchbruch hatte Marie Dressler nach einer Reihe erfolgreicher Komödien schließlich in der dramatischen Rolle der Marty an der Seite von Greta Garbo in Anna Christie.
Frances Marion wurde danach beauftragt, ein Soloprojekt für Dressler zu schreiben. Das Drehbuch basiert entgegen den Credits ausdrücklich nicht auf dem Roman „Dark Star“ von Lorna Moon, der sich mit der Sinnsuche einer jungen Frau im Mittelwesten beschäftigt.
Als Partner für die über 60-jährige Dressler wählte Marion den zwanzig Jahre jüngeren Schauspieler Wallace Beery, der wie Dressler erst kurz vorher ein Come-Back erlebt hatte. Der Film war ein gewaltiger finanzieller und künstlerischer Erfolg und spielte am Ende mehr Geld ein als jede andere Produktion des Jahres. Marie Dressler wurde ab 1930 viermal in Folge zum kassenträchtigsten Star des Landes gewählt und galt als persönliche Lieblingsschauspielerin von Studioboss Louis B. Mayer. Dressler und Beery drehten 1933 noch den Film Tugboat Annie gemeinsam. Zwar wirkten beide im selben Jahr ebenfalls in Dinner um acht mit, doch hatten sie keine gemeinsamen Dialoge.
Der Film erwirtschaftete einen Profit in Höhe von 731.000 US-Dollar für das Studio.

## Auszeichnungen
Der Film gewann auf der Oscarverleihung 1931 in der Kategorie
- Oscar/Beste Hauptdarstellerin – Marie Dressler

## Kritik
Mordaunt Hall, Kritiker der New York Times, zeigte sich wenig angetan von „Die fremde Mutter“:

„Es ist bedauerlich, dass Miss Dressler und Mr. Beery für ihren ersten gemeinsamen Film ausgerechnet in diesem alles andere als angenehmen Unterfangen eingesetzt wurden.“